# 秋田銀行
秋田銀行（日语：／ Akita ginko）是一家總部位於日本秋田縣秋田市的地方銀行，創立於1941年，2020年時單體總資產為3兆247億87百万日圓。目前，秋田銀行與秋田魁新報社、JR秋田縣本部等企業並稱為秋田縣的代表企業。

## 外部連結
- https://www.akita-bank.co.jp/ （页面存档备份，存于）